# Jordi Xammar
Jordi Xammar Hernández (* 2. Dezember 1993 in Barcelona) ist ein spanischer Segler.

## Erfolge
Jordi Xammar wurde in der 470er Jolle mit Nicolás Rodríguez bei den Weltmeisterschaften 2018 in Aarhus ebenso Dritter wie 2021 in Vilamoura. Dazwischen wurden sie 2019 in Enoshima Vizeweltmeister. Darüber hinaus belegten sie 2017 in Monaco den dritten sowie 2019 in Sanremo und 2021 in Vilamoura jeweils den zweiten Platz bei Europameisterschaften.
Zweimal nahm Xammar an Olympischen Spielen teil. Bei seinem Olympiadebüt 2016 in Rio de Janeiro trat er noch mit Joan Herp an, mit dem er jedoch mit 97 Gesamtpunkten nicht über den zwölften Platz hinaus kam. Bei den 2021 ausgetragenen Olympischen Spielen 2020 in Tokio bildeten schließlich Xammar und Nicolás Rodríguez ein Team. Sie qualifizierten sich in ihrer Konkurrenz nach unter anderem zwei gewonnenen Wettfahrten für das abschließende Medal Race. In diesem verteidigten sie dank eines fünften Platzes ihre Gesamtplatzierung von Rang drei. Mit 55 Gesamtpunkten gewannen sie hinter den siegreichen Australiern Mathew Belcher und William Ryan mit 23 Punkten sowie den Schweden Anton Dahlberg und Fredrik Bergström mit 45 Punkten die Bronzemedaille.